# Kevin Hampf
Kevin Hampf (* 24. März 1984 in Rodewisch) ist ein deutscher Fußballspieler.

## Karriere
Kevin Hampf begann seine Karriere in der Jugend des VfB Auerbach. 1998 wechselte er zum FC Erzgebirge Aue, mit dem er Sächsischer B-Jugend-Meister wurde. Am 34. Spieltag der Saison 2004/05 hatte er in Oberhausen (1:1) seinen ersten Bundesliga-Einsatz in der ersten Mannschaft, in der er bis zum Ende der Saison 2007/08 auf 32 Zweitligaeinsätze kam.
In der Rückrunde der Saison 2007/08 spielte Hampf beim damaligen Regionalligisten FC Rot-Weiß Erfurt, danach wechselte er zur zweiten Mannschaft des SV Wehen Wiesbaden, die in der viertklassigen Regionalliga Süd spielt. Nach nur einem halben Jahr wechselte er zum Anfang des Jahres 2009 zum Chemnitzer FC in die Regionalliga Nord, mit dem er in der Saison 2010/11 in die 3. Liga aufstieg. Hampf wechselte im Sommer desselben Jahres zum Oberligisten VfB Auerbach. Mit dem Verein aus dem sächsischen Vogtland schaffte er 2012 als Vizemeister den Aufstieg in die Regionalliga Nordost.